# Espectroelectroquímica de absorción ultravioleta visible (UV-Vis)
La espectroelectroquímica de absorción ultravioleta-visible (UV-Vis) es una técnica de respuesta múltiple que analiza la evolución del espectro de absorción en las regiones ultravioleta-visible durante un proceso electródico. Esta técnica proporciona información desde un punto de vista electroquímico y espectroscópico, de este modo, se consigue una mejor compresión a cerca del sistema químico de interés. De la evolución de los espectros se obtiene información molecular relacionada con los niveles electrónicos de las moléculas, y de la señal electroquímica se obtiene información cinética y termodinámica de los procesos.
La espectroelectroquímica de absorción UV-Vis permite realizar análisis cualitativos, a través de la caracterización de los distintos compuestos presentes; y cuantitativo mediante la determinación de la concentración de los analitos de interés. Por otro lado, ayuda a la determinación de diversos parámetros electroquímicos tales como coeficientes de absortividad, potenciales estándar, coeficientes de difusión, constantes de velocidad de transferencia electrónica, etc. A lo largo de la historia, se han estudiado procesos reversibles con reactivos o productos de electrólisis coloreados, pero hoy en día, es posible estudiar todo tipo de procesos electroquímicos en todo el rango espectral UV-Vis, incluso en el infrarrojo cercano (NIR), y por lo tanto, independientemente de que los compuestos participantes sean coloreados. 

## Configuración
En espectroelectroquímica UV-Vis, dependiendo de los diferentes modos en los que el haz de luz incide sobre la muestra, se pueden distinguir dos tipos de disposiciones ópticas: configuración normal y paralela.

### Configuración normal
Mediante la configuración normal se obtiene información relacionada con cambios espectrales que tienen lugar en la disolución adyacente al electrodo y en la superficie electródica mediante un haz de luz que incide perpendicularmente al electrodo. La longitud del camino óptico coincide con el espesor de la capa de difusión, que suele estar en el orden de los micrómetros. Esta configuración es la más adecuada cuando el compuesto de interés se deposita en el electrodo de trabajo, ya que proporciona información acerca de la superficie del electrodo.
La espectroelectroquímica UV-Vis en disposición normal puede realizarse utilizando tanto los fenómenos de transmisión como de reflexión.
- Transmisión normal

En la transmisión normal, el haz de luz atraviesa el electrodo de trabajo, que debe ser ópticamente transparente, recogiendo información tanto de los fenómenos en la superficie del electrodo como en la disolución. Los materiales utilizados en los electrodos en esta configuración deben poseer buena conductividad eléctrica y una adecuada transparencia óptica en la región espectral de interés.
Para mejorar la sensibilidad y evitar la necesidad de utilizar los electrodos transparentes, se propuso el modo de reflexión externa.

- Reflexión normal

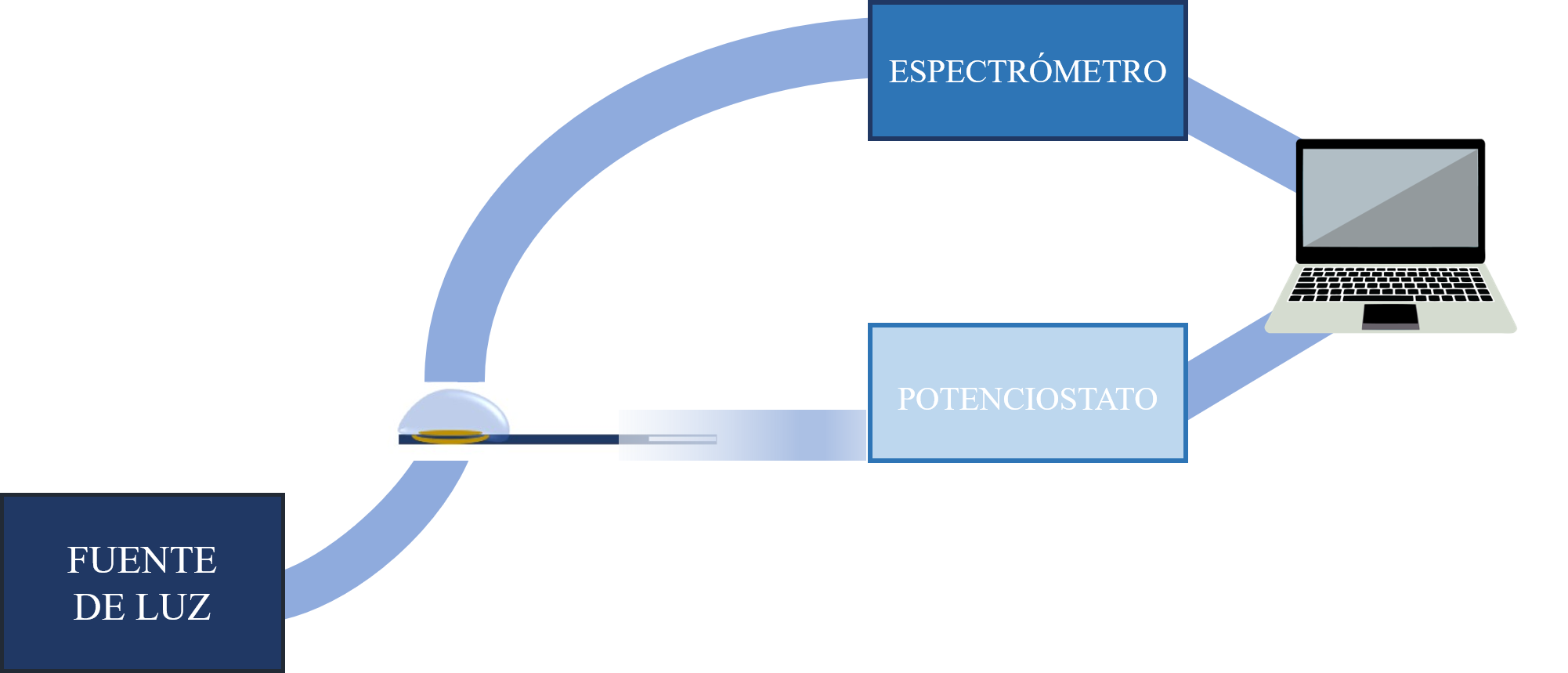
Esquema de transmisión normal

En la reflexión normal el haz de luz viaja en una dirección perpendicular respecto a la superficie del electrodo de trabajo en el cual se produce la reflexión, y la información proporcionada se recoge en el espectrómetro. También es posible trabajar con otros ángulos de incidencia y recolección de la luz. Se utiliza esta técnica cuando las características ópticas del material del electrodo no permiten el paso del haz de luz a través del electrodo de trabajo. En esta configuración el camino óptico en disolución es del orden de dos veces la capa de difusión. Debe extremarse el cuidado en la medida óptica cuando existe crecimiento de películas que puedan provocar fenómenos de interferencias ópticas. En muchas ocasiones se trabaja utilizando la reflectancia en lugar de la absorbancia como unidad de medida.

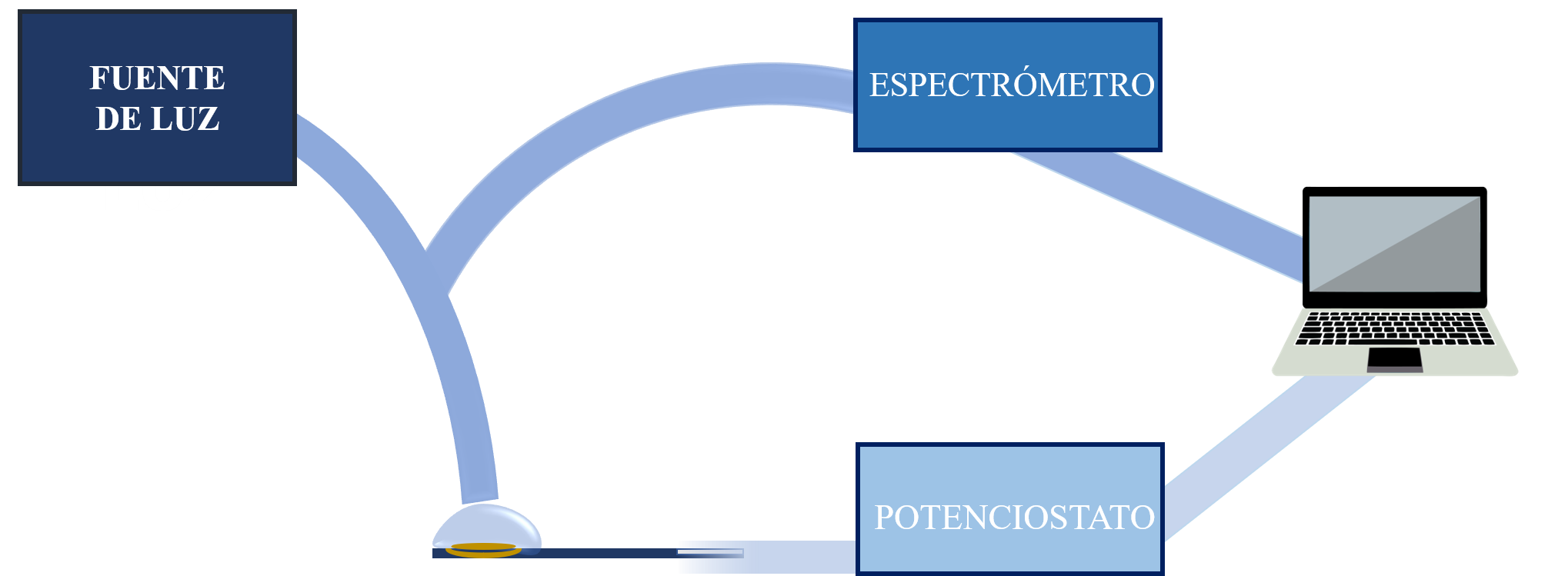
Esquema de reflexión normal

### Configuración paralela o en largo camino óptico
La configuración normal nos proporciona información espectroscópica tanto de la disolución adyacente al electrodo como de la superficie electródica, en cambio, la configuración paralela o disposición en largo camino óptico proporciona información sobre los cambios espectrales que ocurren solamente en la disolución, mejorando de este modo la sensibilidad para compuestos solubles.
El haz de luz viaja paralelamente a la superficie del electrodo de trabajo, muestreando los primeros micrómetros de la disolución adyacente a la superficie del electrodo de trabajo, recogiendo la información en el espectrómetro.

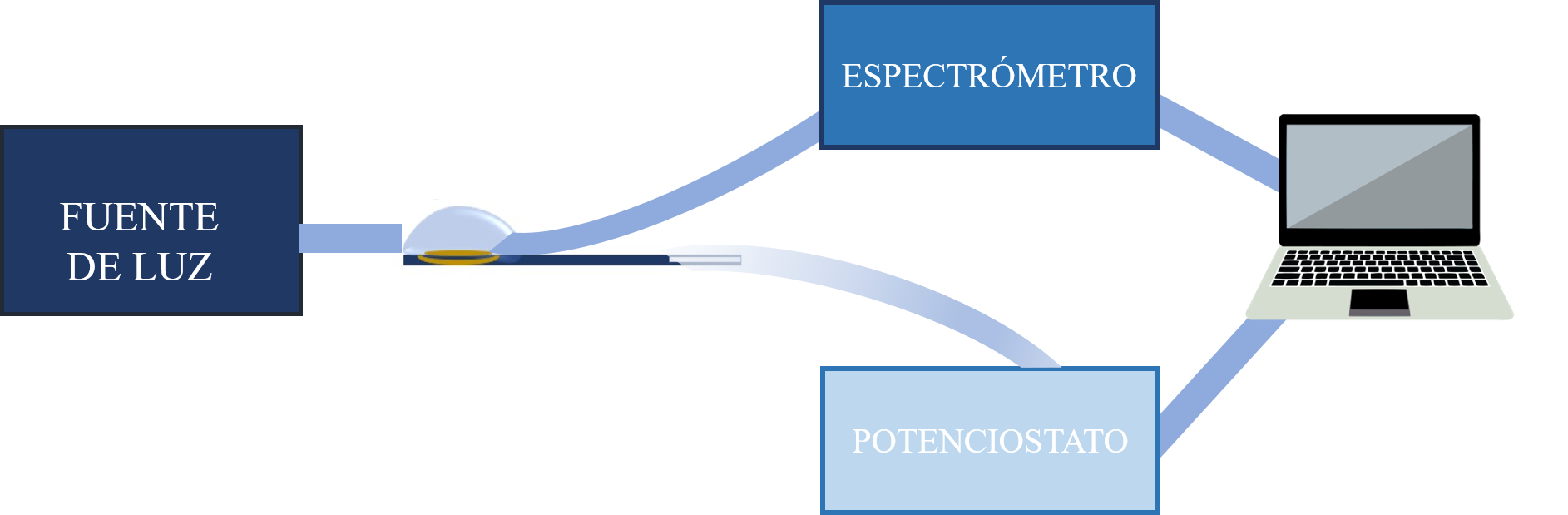
Esquema de configuración normal o en largo camino óptico

A lo largo de la historia, ha existido gran dificultad para realizar la alineación de los haces de luz. No obstante, en la actualidad se han desarrollado alternativas sencillas para realizar medidas en configuración paralela. Son varias las ventajas que presenta esta configuración respecto a la normal, entre las que se encuentran una mayor sensibilidad, ya que existe un aumento considerable de la longitud del camino óptico; menores límites de detección; no se requiere el uso de electrodos con materiales ópticos transparentes; y los cambios espectrales registrados se relacionan únicamente con la capa de difusión.

## Instrumentación
El dispositivo experimental que se requiere para la realización de medidas espectroelectroquímicas de absorción UV/Vis depende de la configuración elegida y de las características del analito de estudio.  La instrumentación principal que se precisa está compuesta por una fuente de luz, un espectrómetro, un potenciostato, una celda espectroelectroquímica, un sistema de tres electrodos, elementos ópticos para conducir el haz de radiación, dispositivo de recogida y análisis de datos. En la actualidad, existen equipos comerciales que integran todos estos elementos en un único instrumento, simplificando significativamente la realización de experimentos espectroelectroquímicos.
- Fuente de luz':' proporciona radiación electromagnética que interacciona con la muestra mientras tiene lugar el proceso electroquímico. Se requiere una fuente específica para la región espectral correspondiente al UV-Vis, siendo la más habitual la fuente de deuterio/halógena.

- Espectrómetro: instrumento que permite medir las propiedades de la luz en una determinada región del espectro electromagnético. Utiliza un monocromador para dispersar el haz de luz blanca en las diferentes longitudes de onda del espectro.[7]

- Potenciostato/Galvanostato: dispositivo electrónico que permite controlar el potencial del electrodo de trabajo respecto al electrodo de referencia o controlar la corriente que pasa respecto al electrodo auxiliar.[12]

- Celda espectroelectroquímica: dispositivo en el que se localiza el sistema de tres electrodos, evitando posibles interferencias en el camino óptico.[7] Es el nexo de unión entre la electroquímica y la espectroscopía.[3]

- Sistema de tres electrodos: contiene un electrodo de trabajo, un electrodo de referencia y un electrodo auxiliar. Este sistema se puede simplificar utilizando electrodos serigrafiados que incluyen los tres electrodos en un único soporte.[2]
- Dispositivos para conducir el haz de radiación: lentes, espejos y/o fibras ópticas; estas últimas conducen la radiación electromagnética a grandes distancias sin apenas pérdidas. Además, simplifican las configuraciones ópticas puesto que permiten trabajar con poca cantidad de disolución; de este modo, resulta más sencillo conducir y recoger la luz en las cercanías del electrodo.[13]
- Dispositivos de recogida y análisis de datos: consiste en un dispositivo que recoge las señales proporcionadas por el espectrómetro y el potenciostato que, a través de un software, pueden ser transformadas, analizadas e interpretadas.

## Aplicaciones
La espectroelectroquímica de absorción UV-Vis es una técnica reciente que está evolucionando a medida que se realizan investigaciones, no obstante, son muchas las ventajas que se han observado frente a otras técnicas. Las ventajas más destacadas son las siguientes:
- Genera gran cantidad de información sobre los sistemas.

- Los disolventes generalmente no suponen un problema a la hora de realizar medidas.
- La selección de la longitud de onda genera especificidad en las medidas de cada especie.

- Actualmente, existen equipos comerciales que permiten realizar gran cantidad de experimentos con alta reproducibilidad.

- Se puede estudiar la cinética de las reacciones.

- Se utiliza para determinar un gran número de parámetros electroquímicos y ópticos.

- Las señales obtenidas tienen carácter trilineal.

- Puede trabajarse con pequeñas cantidades de muestra.

- Puede separarse la corriente faradaica de la no faradaica en un proceso electródico.

- Posee mayor especificidad que las técnicas electroquímicas.

- Posibilidad de obtener información cuantitativa.

La espectroelectroquímica de absorción UV-Vis se ha estado utilizando principalmente en diferentes campos de investigación como:
- Desarrollo de sensores.

- Mecanismos de reacción.

- Procesos de difusión y adsorción.

- Caracterización de compuestos.

- Estudio de sustancias de interés biológico.

- Estudio de propiedades ópticas y eléctricas de materiales.

- Estudio de interfases líquido/líquido.

- Estudio y síntesis de nanomateriales.

- Evaluación de parámetros de reacciones en las que se produce transferencia de electrones.